# Peter Atke Castberg
Peter Atke Castberg, né le 3 août 1779 à Flekkefjord et décédé le 30 avril 1823 à Copenhague, est un médécin et fondateur de l'école Det Kongelige Døvstumme-Institut (l'institut royal des sourds-muets) à Copenhague. Ses élèves sont Matthias Stoltenberg (un peintre) et Andreas Christian Møller (fondateur d'école en Norvège).

## Biographie
Peter visite l'Institut national de jeunes sourds de Paris où il rencontre l'abbé Sicard[Quand ?]. En 1807, Peter fonde l'institut royal des sourds-muets à Copenhague. Il crée et enseigne la Langue des signes danoise. Grâce à Peter, son élève Andreas Christian Møller apporte la langue des signes en Norvège.